# Wenzel Fuchs
Pour les articles homonymes, voir Fuchs.
Wenzel Fuchs né en 1963 à Innsbruck, est un clarinettiste autrichien.

## Biographie
Wenzel Fuchs a étudié la clarinette  au Conservatoire d’Innsbruck avec Walter Kefer et à l’Académie de musique et des arts du spectacle de Vienne avec Peter Schmidl.
Fuchs fait ses débuts en tant que clarinettiste soliste au Volksoper de Vienne à l'âge de 19 ans  puis cinq ans plus tard avec l'Orchestre symphonique de la radio de Vienne. Il a été nommé clarinettiste soliste de l’Orchestre philharmonique de Berlin en 1993.
Il a joué au Wiener Staatsoper, avec l’Orchestre philharmonique de Vienne, l’Opéra populaire et l’Orchestre symphonique de la radio de Vienne.
Depuis 2008 Wenzel Fuchs est titulaire d'une chaire de professeur à l’Académie de musique Hanns Eisler de Berlin, et enseigne également à l’académie de l’orchestre philharmonique de  Berlin. Depuis 2015 il enseigne au Mozarteum de Salzbourg,.
Il a été professeur invité à l'Université Sakuyou à Okayama, au Japon  et est professeur honoraire au Conservatoire de musique de Shanghai,,,.
Wenzel Fuchs a remporté le prix du Ministère autrichien de la science et des arts.